# Comuna Kurinka, Ciornuhî
Kurinka (în ucraineană Курінька) este o comună în raionul Ciornuhî, regiunea Poltava, Ucraina, formată din satele Kurinka (reședința), Netrativka și Skîbînți.

## Demografie
Componența lingvistică a comunei Kurinka
     Ucraineană (96,96%)
     Rusă (2,72%)
     Alte limbi (0,16%)
Conform recensământului din 2001, majoritatea populației comunei Kurinka era vorbitoare de ucraineană (96,96%), existând în minoritate și vorbitori de rusă (2,72%).